# Winterschmidtia
Winterschmidtia  (лат.) — род клещей (Hemisarcoptoidea) семейства Winterschmidtiidae из отряда Astigmata.
7 видов. Европа. Обнаружены на жуках (Coleoptera), в том числе родов Pityogenes, Taphrorychus, Chaetoptelius.
- Winterschmidtia brenyi (Cooreman, 1963)
- Winterschmidtia chaetoptelii Khaustov, 2000 — Крым, Алушта,Украина. Форезия на жуках Chaetoptelius vestitus
- Winterschmidtia crassisetosa  Willmann, 1939
- Winterschmidtia glossinarum  (Fain & Elsen, 1971)
  - (=Afrocalvolia glossinarum  Fain & Elsen, in Fain 1971)
- Winterschmidtia nataliae (Zachvatkin, 1941)
- Winterschmidtia villifronsi  Khaustov, 2000 — Ялтинский горно-лесной заповедник, Крым, Украина (форезия на жуках Taphrorychus villifrons)
- Winterschmidtia zachvatkini  Khaustov, 2000 - Ялта, Крым, Украина, (форезия на жуках Pityogenes calcaratus)